# Indalsälven
Indalsälven (inne nazwy: Jämtlandsälven i Storsjöälven) – rzeka w Szwecji o długości 420 km.
Źródło rzeki znajduje się w Górach Skandynawskich, a uchodzi do Zatoki Botnickiej. Rzeka przepływa przez jezioro Storsjön. Główne dopływy: Kallströmmen, Långan, Hårkan i Ammerån.